# Luis Ayala (giocatore di baseball)
Luis Ignacio Ayala (Los Mochis, 12 gennaio 1978) è un giocatore di baseball messicano.

## Carriera professionista

### Lega messicana
Luis ha iniziato la propria carriera professionista nella Liga Mexicana de Béisbol come lanciatore.
Ha trascorso cinque anni con i Saraperos de Saltillo dove ha chiuso con 10 vittorie e 3 sconfitte, una media punti concessa di 2.95 in 65 presenze come lanciatore di rilievo.
Scelto nel 1999 dai Colorado Rockies come giocatore libero (undrafted), Luis ha trascorso molti anni nelle varie leghe della Minor League Baseball fino al suo ritorno in Messico nel 2002.

## Major League Baseball

### Montreal Expos / Washington Nationals (2003-2008)

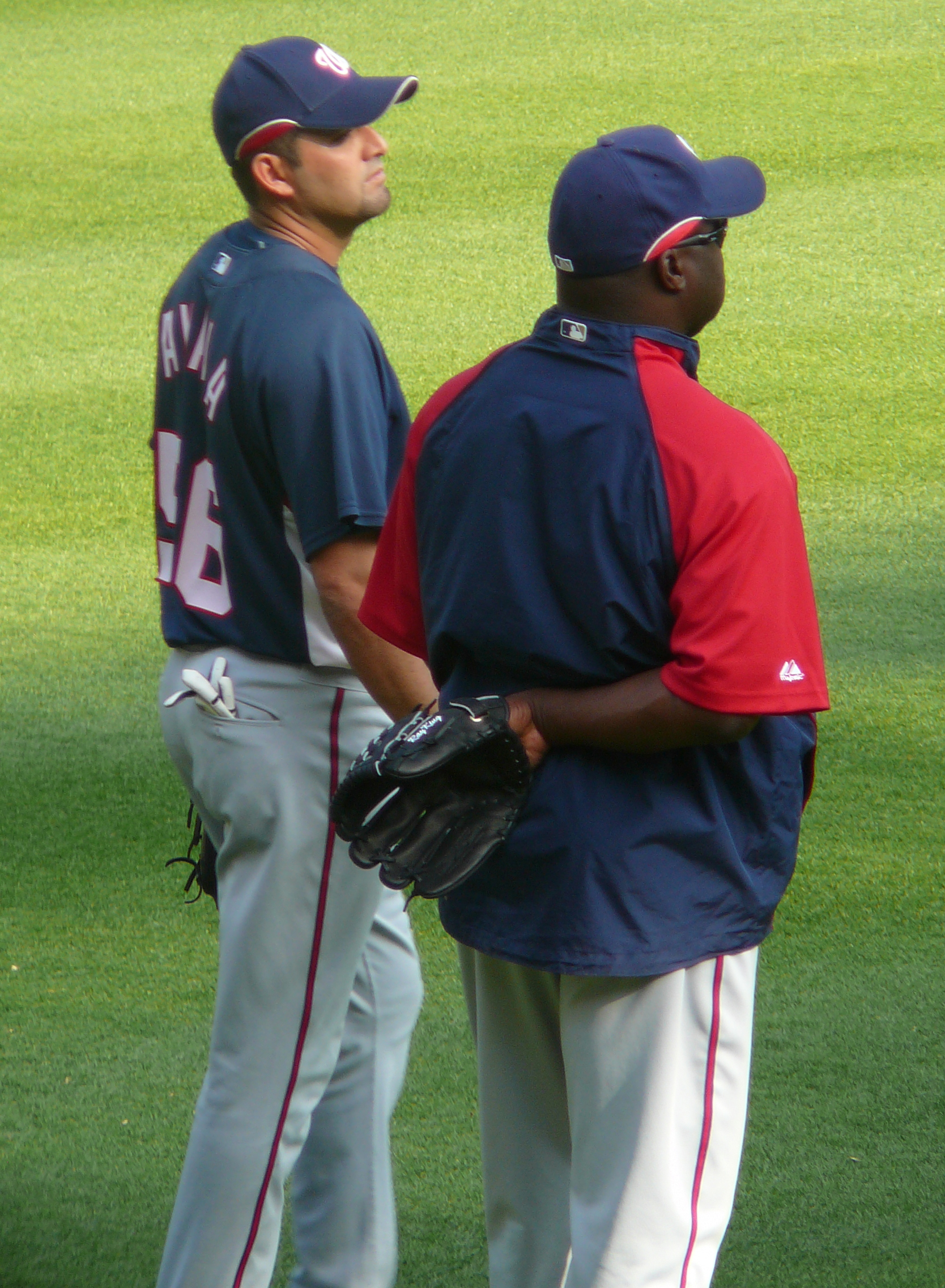
Luis parla con Ray King nel 2008 nei Nationals

A fine stagione 2002 è passato dalla lega messicana agli allora Montreal Expos (successivamente Washington Nationals) dove è stato subito inserito nella lega minore Triple A con il team affiliato degli Ottawa Lynx.
A fine stagione è passato con gli Arizona Diamondbacks ma dopo poco tempo è tornato con gli Expos debuttando il 31 marzo 2003 nella Major League Baseball contro gli Atlanta Braves giocando 2 innings concedendo un punto (Runs) e quattro battute valide.
Successivamente, in tre anni con gli Expos, Luis ha lanciato con una media di punti concessi ai battitori (ERA) di 2.75, collezionando una media di 70 presenze all'anno classificandosi ottavo assoluto nel 2004 nella lega nazionale.
Durante il World Baseball Classic 2006 con la nazionale messicana si è infortunato a un gomito e il 30 marzo 2006 è stato messo a riposo per tutta la stagione.
Nel 2007, dopo sessanta giorni di assenza per infortunio, ha giocato otto partite nelle leghe minori tornando il 22 giugno 2007 e terminando la stagione con un record di 2-2, un ERA di 3,19 in 44 presenze collezionate sul campo.
Nel 2008 ha chiuso in negativo con otto sconfitte e una vittoria con un ERA finale di 5.77 punti concessi a partita.

### Mets, Twins e Marlins (2008-2009)
Il 17 agosto 2008 è passato a giocare con i New York Mets dove ha chiuso la sua prima partita come lanciatore di rilievo completando la sua prima salvezza nella vittoria per 3-0 ai danni della squadra texana degli Houston Astros.
In 19 partite giocate ha chiuso con una media punti concessa di 5.50 (ERA).
Il 18 febbraio 2009 è passato a giocare nelle file dei Minnesota Twins ma sempre nella stessa stagione il 3 luglio ha firmato il contratto con i Florida Marlins dove dal 31 agosto è stato messo in rotazione terminando la stagione con 3 sconfitte e una media punti concessa superiore a dieci (11.74 media ERA).

### Il passaggio da Los Angeles e l'arrivo nei New York Yankees

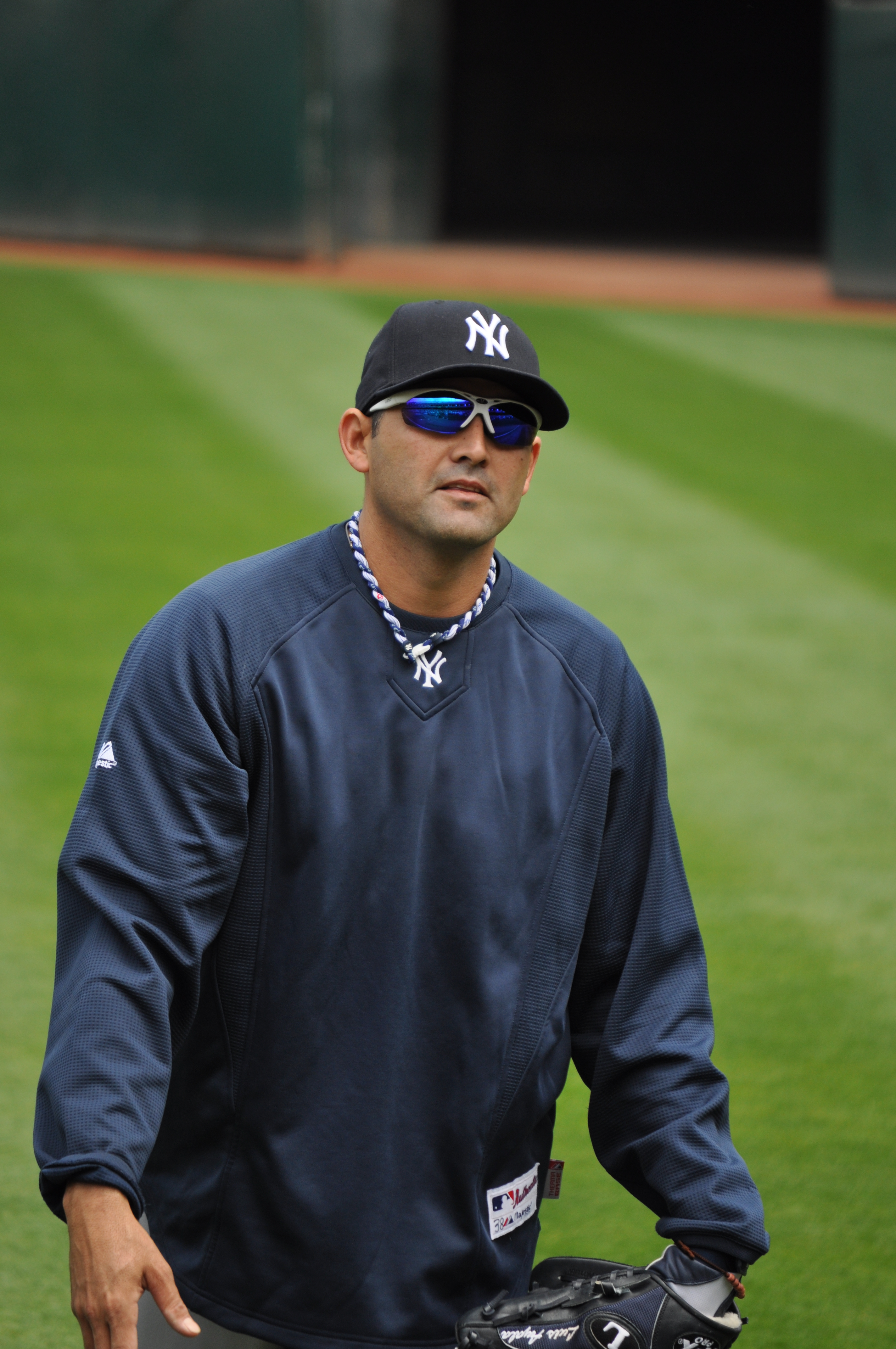
Ayala in allenamento con i NY Yankees

Dopo le vicende tempestose in Minnesota e in particolare in Florida, Ayala ha firmato un contratto con i Los Angeles Dodgers il 16 dicembre 2009 giocando 14 partite nella Triple A con gli Albuquerque Isotopes giocando sia come lanciatore di chiusura (4 salvataggi) che nel suo ruolo naturale di lanciatore "tuttofare" chiudendo con un record di 1-3 e un ERA di 4.50 punti concessi a partita.
Il 17 maggio è stato svincolato dai Dodgers e il 20 maggio ha firmato per la sua seconda volta in carriera con gli Arizona Diamondbacks, ma fu nuovamente svincolato il 16 luglio per poi passare, il 27 agosto, ai Colorado Rockies. Successivamente, il 9 febbraio 2011, è approdato nelle file dei New York Yankees dove ha giocato 52 partite con un record di 2-2, un ERA di 2.09 e 39 strikeout.

### Arrivo a Baltimora (2012-2013)
Il 10 febbraio 2012 dopo il buon anno a New York è stato messo sotto contratto dai Baltimore Orioles dove ha chiuso la stagione 2012 con 66 partite giocate, 5 vittorie e 5 sconfitte concedendo 2.64 punti a partita agli avversari.
Nel 2013 gli Orioles hanno deciso di esercitare l'opzione di rinnovo del giocatore per la stagione con un contratto per il suo secondo anno da 1 milione di dollari.

### Atlanta Braves (2013)
Il 10 aprile 2013, Ayala è stato scambiato con gli Atlanta Braves per il giocatore di minor league Chris Jones.

### Minor League baseball e Liga Mexicana (2014-2018)
Dall'inizio del 2014 fino al 4 luglio dello stesso anno, ha giocato con i Nationals, gli Orioles e i Toronto Blue Jays, giocando solo nella minor league. Dal 19 luglio 2014 al 20 aprile 2018, ha giocato nella Liga Mexicana de Béisbol con gli Olmecas de Tabasco, i Diablos Rojos del Mexico, i Saraperos de Saltillo e infine con i Bravos de León.